# جيك روبرتسون
جيك روبرتسون (بالإنجليزية: Jake Robertson) هو عداء مسافات طويلة نيوزلندي، ولد في 14 نوفمبر 1989 في هاميلتون في نيوزيلندا.

## وصلات خارجية
- جيك روبرتسون على موقع الاتحاد الدولي لألعاب القوى (الإنجليزية)
- جيك روبرتسون على موقع اللجنة الأولمبية النيوزيلندية (الإنجليزية)
- جيك روبرتسون على موقع اتحاد ألعاب الكومنولث (مؤرشف) (الإنجليزية)